# Bastianøyane
Bastianøyane (deutsch Bastian-Inseln) heißt eine Inselgruppe südöstlich von Wilhelmøya am südlichen Ausgang der Hinlopenstraße im Spitzbergen-Archipel. Südlich schließen sich die Rønnbeckøyane an. Die Insel bestehen aus basaltischen Intrusionen. Sie sind karg und steinig und werden häufig von Eisbären besucht. Seit 1973 gehören die Bastianøyane zum Nordost-Svalbard-Naturreservat.
Die Inselgruppe ist nach dem deutschen Ethnologen Adolf Bastian, Gründer des Museums für Völkerkunde in Berlin, benannt.

## Hauptinseln
| Name         | Namensherkunft                                                            | Höhe m |
| ------------ | ------------------------------------------------------------------------- | ------ |
| Langeøya     | Henry Lange, deutscher Kartograf                                          | 56     |
| Kiepertøya   | Heinrich Kiepert, deutscher Geograf                                       | 35     |
| Pescheløya   | Oscar Ferdinand Peschel, deutscher Geograf                                | 32     |
| Ehrenbergøya | Christian Gottfried Ehrenberg, deutscher Zoologe                          | 30     |
| Konerøya     | Wilhelm Koner (1817–1887), deutscher Geograf                              | 27     |
| Klödenøya    | Gustav Adolf von Klöden, deutscher Geograf                                | 11     |
| Deegenøya    | H. Deegen, Schriftführer des Berliner Comités für die deutsche Polarfahrt | 32     |
| Geograføya   | „Geografeninsel“                                                          | 37     |

## Geschichte
Die Bastianøyane wurden 1868 von der Ersten Deutschen Nordpolar-Expedition unter Leitung von Kapitän Carl Koldewey entdeckt und grob eingemessen. Sie erscheinen erstmals auf einer Karte August Petermanns von 1871, der mit der Namensgebung vor allem deutsche Kollegen ehrte.
1995 kam es auf Kiepertøya zu einem tragischen Zwischenfall, bei dem ein Eisbär einen Menschen tötete.